# Podhořany u Ronova
Podhořany u Ronova jsou obec v okrese Chrudim v Pardubickém kraji. Obec leží na silnici I/17 a nachází se na úpatí Železných hor. Žije zde 263 obyvatel.

## Historie
Okolí Podhořan bylo už odnepaměti[kdy?] využíváno jako významná obchodní stezka mezi Litomyšlí a Prahou (tzv. Trstenická stezka). První písemná zmínka o obci pochází z roku 1356. Jedněmi z prvních majitelů podhořanského panství byl rod Slavatů z Chlumu. V 16. století byly nejvýznamnějšími majiteli Gerštorfové. V té době zahrnovalo podhořanské panství také obec Turkovice s kostelem svatého Martina, kde se dodnes nachází kamenné náhrobky patřící šlechtickému rodu Gerštorfů. V Podhořanech se v té době nacházel tvrz, pivovar, později též lihovar a cihelna. V roce 1798 odkoupil podhořanské panství hrabě Arnošt Pachta z Rájova, který se významně podílel na přestavbě turkovického kostela.
V roce 1866 se obce významně dotkla prusko-rakouská válka. Korunní princ Fridrich Vilém I. se ubytoval v podhořanském zámku a vojska odtáhla na Borovou u Chotěboře, kde se střetla s rakouskými oddíly. Při zpátečním tažení vojsk byla do vsi zavlečena epidemie tzv. pruské cholery, které v obci podlehlo 24 lidí. Jako památka na krušné časy byla na kopci nad obcí vystavěna zděná kaplička s malbou svatého Václava na koni.
Roku 1868 byla v obci zřízena poštovní stanice. V roce 1859 za 185 000 zlatých koupil dvůr pan Alois Welz a dědictvím přešel do vlastnictví paní Kláry Riedlové rozené Welzové.
Během první světové války padlo 9 mužů povolaných do zbraně, jejichž jména se nachází na návsi na pomníku z roku 1932. V roce 1919 byla ve vsi vybudována četnická stanice a v roce 1934 založena plachtařská škola, která byla základem pro dnešní letiště sportovních letadel.

### Exulanti
V době pobělohorské během slezských válek emigrovaly z náboženských důvodů celé rodiny do pruského Slezska. Dělo se tak pod ochranou vojska pruského krále Fridricha II. Velikého. Z Podhořan uprchli v roce 1742 přes městečko Münsterberg v pruském Slezsku tito nekatolíci:
- Pavel Jelínek (* 1689), mlynář. Emigroval s manželkou, třemi syny a dvěma dcerami. On a Matěj Jelínek patří mezi zakladatele druhé české exulantské obce v pruském Slezsku. Tuto obec pojmenovali exulanti na počet pruského krále Friedrichův Tábor. V roce 1765 tu žilo 54 českých rodin, ve vedlejším Malém Táboře žilo dalších 14 českých rodin.
- Matěj Jelínek, syn Pavlův, (* cca 1712). Dne 3. února 1744 se v Münsterbergu oženil s Alžbětou Veselovskou. I tato rodina patří k zakladatelům Friedrichova Tábora..
- Pavel Jelínek, vrchnostenský sluha. Emigroval s manželkou. Další osud není znám.
- Jan Schreiber (* 1713), emigroval s manželkou. Patří mezi zakladatele Husince, první české exulantské obce v pruském Slezsku.
- Jiří Schreiber (* 1707), emigroval s manželkou, hospodář. Patří mezi zakladatele Friedrichova Tábora.

## Obyvatelstvo
| Rok            | 1869 | 1880 | 1890 | 1900 | 1910 | 1921 | 1930 | 1950 | 1961 | 1970 | 1980 | 1991 | 2001 | 2011 | 2021 |
| -------------- | ---- | ---- | ---- | ---- | ---- | ---- | ---- | ---- | ---- | ---- | ---- | ---- | ---- | ---- | ---- |
| Počet obyvatel | 726  | 743  | 685  | 636  | 677  | 629  | 577  | 436  | 469  | 461  | 419  | 326  | 299  | 244  | 246  |
| Počet domů     | 106  | 107  | 106  | 108  | 106  | 109  | 112  | 125  | 119  | 121  | 113  | 133  | 140  | 142  | 139  |

## Obecní správa
Mezi lety 1869–1988 Podhořany u Ronova byly obcí v okrese Čáslav (1869–1950) a později v okrese Chrudim. Od 1. ledna 1989 do 28. února 1990 patřily jako část města k Ronovu nad Doubravou a od 1. března 1990 jsou opět samostatnou obcí.

### Části obce
- Podhořany u Ronova
- Bílý Kámen
- Nový Dvůr

### Obecní symboly
Dne 24. února 2011 byl obci udělen znak a vlajka při příležitosti oslav výročí 655 let od založení obce. Znak a vlajku předávala předsedkyně Poslanecké sněmovny Parlamentu České republiky Miroslava Němcová. Obecní symboly jsou připomínkou významných majitelů panství – vladyků z Chlumu (tři zlatá břevna v modrém poli) a rytířů z Gerštorfu (helm s klenotema přikryvadly). Trojice kůlů symbolizuje tři místní části obce (Podhořany, Bílý Kámen a Nový Dvůr).

## Pamětihodnosti

### Zámek Podhořany
První zmínky o tvrzi v Podhořanech nalézáme již v zemských deskách ze 14. století. V 19. století byla tvrz přestavěna na zámek a v roce 1898 získal zámek novorenesanční podobu. Za druhé světové války sloužil zámek německé posádce, po osvobození Československa je vystřídali vojáci sovětští. Zámek byl poté zkonfiskován na základě Benešových dekretů.
V roce 1947 byla v obci zřízena střední škola, která od roku 1953 sídlila v zámku Podhořany. 1. září 1975 došlo ke zrušení druhého stupně základní školy a většina žáků byla přesunuta do Ronova nad Doubravou, Vrdů a Heřmanova Městce. Poté už škola fungovala pouze jako dvoutřídka a v roce 1979 byla činnost školy ukončena. Od osmdesátých let budova zámku a přilehlý park chátrají, i přes četné snahy nalézt pro celý areál nové využití. V 90. letech budova vyhořela a poté představovala pouze zbořeniště. V roce 2020 podlehla budova demolici.
 V současné době se zde nachází lokalita se stavebními parcelami.

### Hospoda
V 19. století byl při silnici z Heřmanova Městce do Čáslavi vystavěn Zájezdní hostinec – výsadní hostinec s přípřežnými koňmi. Za poplatek pomáhali vyvést povozy přes hřeben Železných hor. Pro příliš obtížné stoupání přes podhořanský kopec se v roce 1839 začala budovat nová silnice – podhořanské serpentiny, které jsou dnes pro obec charakteristické.

### Kaple svatého Václava
Kaple svatého Václava byla postavena na konci 19. století na kopci nad obcí Podhořany u Ronova nad Doubravou. Jedná se o zděnou kapličku s malbou svatého Václava na koni. Poblíž kapličky se nacházel motorest U Svatého Václava, místo něj byla v roce 2023 zprovozněna svatební stodola Pierre(https://samotapierre.cz/) Kaple byla založena na památku těžkých časů v době prusko-rakouské války. Tehdy byla procházejícím vojskem do vsi zavlečena cholera, na kterou v obci zemřelo 24 lidí.

## Významné osobnosti
Exulanti. Zakladatelé obcí Husinec a Friedrichův Tábor v pruském Slezsku (dnes Polsko). Jejich potomci spoluzakládali další města.